# گوشه‌دهانان
گوشه‌دهانان (نام علمی: Gonostomatidae) نام یک تیره از راسته اژدهاماهی‌سانان است.